# Grenzstreitigkeiten zwischen Australien und Osttimor

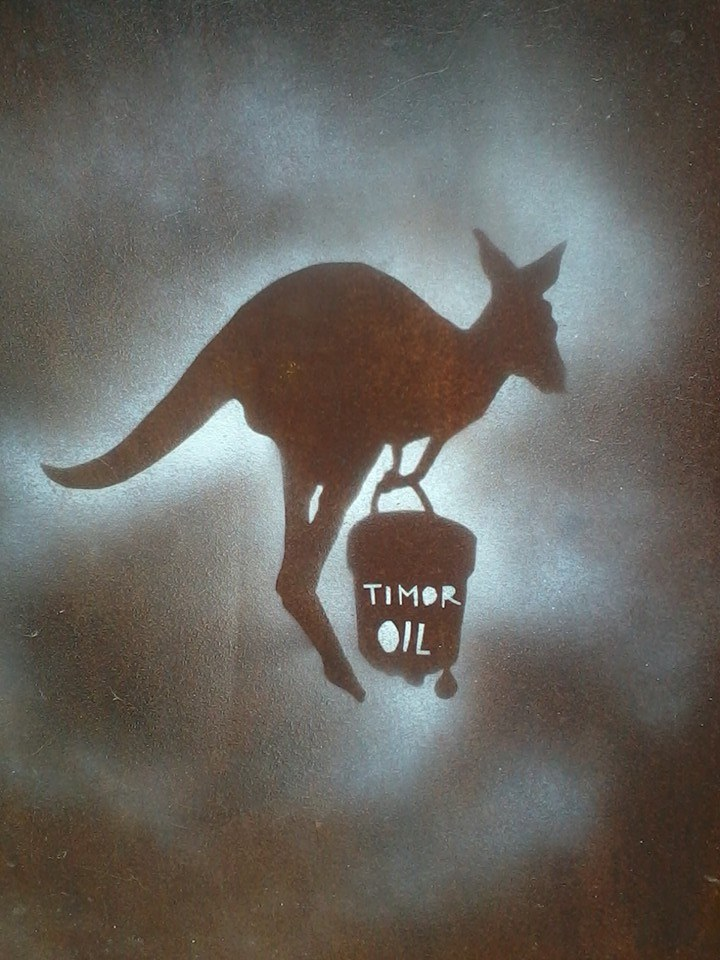
Graffiti mit osttimoresischem Protest gegen Australien

Die Grenzstreitigkeiten zwischen Australien und Osttimor betrafen den Timor Gap, einen Bereich in der Timorsee, in dem es ursprünglich zwischen Australien und Portugiesisch-Timor keine Vereinbarung über den Verlauf der Seegrenze gab. Australien schloss erste Vereinbarungen mit Indonesien, das die frühere portugiesische Kolonie 24 Jahre lang gegen internationales Recht besetzt hielt. Mehrere Verträge zwischen dem unabhängigen Osttimor und Australien sollten später den Grenzverlauf und die Nutzung des bereits 1974 entdeckten Erdöl- und Erdgasvorkommens in der Region regeln. Allerdings führte Streit über den Ort der Weiterverarbeitung des Erdgases und über eine 2013 aufgedeckte Spionageaktion Australiens gegen Osttimor dazu, dass Osttimor vor dem Ständigen Schiedshof in Den Haag auf Auflösung der Verträge klagte. 2018 wurde der Streit mit der Unterzeichnung eines Grenzvertrages beendet.

## Grenzziehung zwischen Australien und Indonesien
Bereits 1963 erhielt die australische Firma Woodside Petroleum von Australien die Erlaubnis, in der Timorsee nach Erdöl zu suchen. Mit Portugal konnte sich Australien nicht über den dortigen Grenzverlauf einigen. Australien forderte eine Grenzziehung entlang dem Ende des australischen Kontinentalschelfs, Portugal verlangte eine Orientierung entlang der Mittellinie zwischen den Küsten Timors und Australiens.
1972 vereinbarten Australien und Indonesien die Grenzziehung zwischen den beiden Staaten in der Timorsee. Australiens Seegrenze nach Norden hatte somit nur noch eine Lücke zu Portugiesisch-Timor, die sogenannte „Timor Gap“. 1975 kam es im Zuge der Entkolonisierung Osttimors zum Bürgerkrieg zwischen den Parteien des Landes. Die portugiesische Kolonialverwaltung zog sich zurück und Indonesien begann die Grenzregionen zu besetzen. Als die aus dem Bürgerkrieg siegreich hervorgegangene FRETILIN einseitig die Unabhängigkeit ausrief, startete Indonesien mit Rückendeckung Australiens mit der Invasion in das restliche Staatsgebiet und annektierte Osttimor 1976 als seine 27. Provinz. International wurde dies nicht anerkannt. Offiziell galt das Gebiet als „portugiesisches Territorium unter indonesischer Verwaltung“. 2020 entschied ein australisches Gericht, dass Regierungsdokumente, wie Diplomatennachrichten und Kabinettsunterlagen über Australiens Rolle während der indonesischen Invasion weiterhin geheim bleiben müssten, da eine Veröffentlichung die Sicherheit Australiens oder internationale Beziehungen gefährden könnte. Bereits öffentlich gewordene Dokumente belegen, dass Australiens Interesse an den Öl- und Gasvorkommen in der Timorsee es in seinem Handeln maßgeblich beeinflusste.
In einer Absichtserklärung (englisch Memorandum of Understanding) von 1981 vereinbarten Australien und Indonesien eine provisorische Regelung zur Überwachung der Fischerei und ihrer Durchsetzung (Provisional Fisheries Surveillance and Enforcement Arrangement). Die Rohstoffvorkommen in der Timorsee waren nicht Teil der Erklärung, aber sie bot eine Grundlage für andere Fragen über die Nutzung des Seegebiets durch das Ziehen der „Fisheries Surveillance and Enforcement Line“ (PFSEL). Die PFSEL folgte grob der Mittellinie zwischen den Küsten Timors und Australiens und wurde später weitgehend im Vertrag von 1997 übernommen, als die Grenzen der ausschließlichen Wirtschaftszonen und für den Meeresboden gezogen wurden.

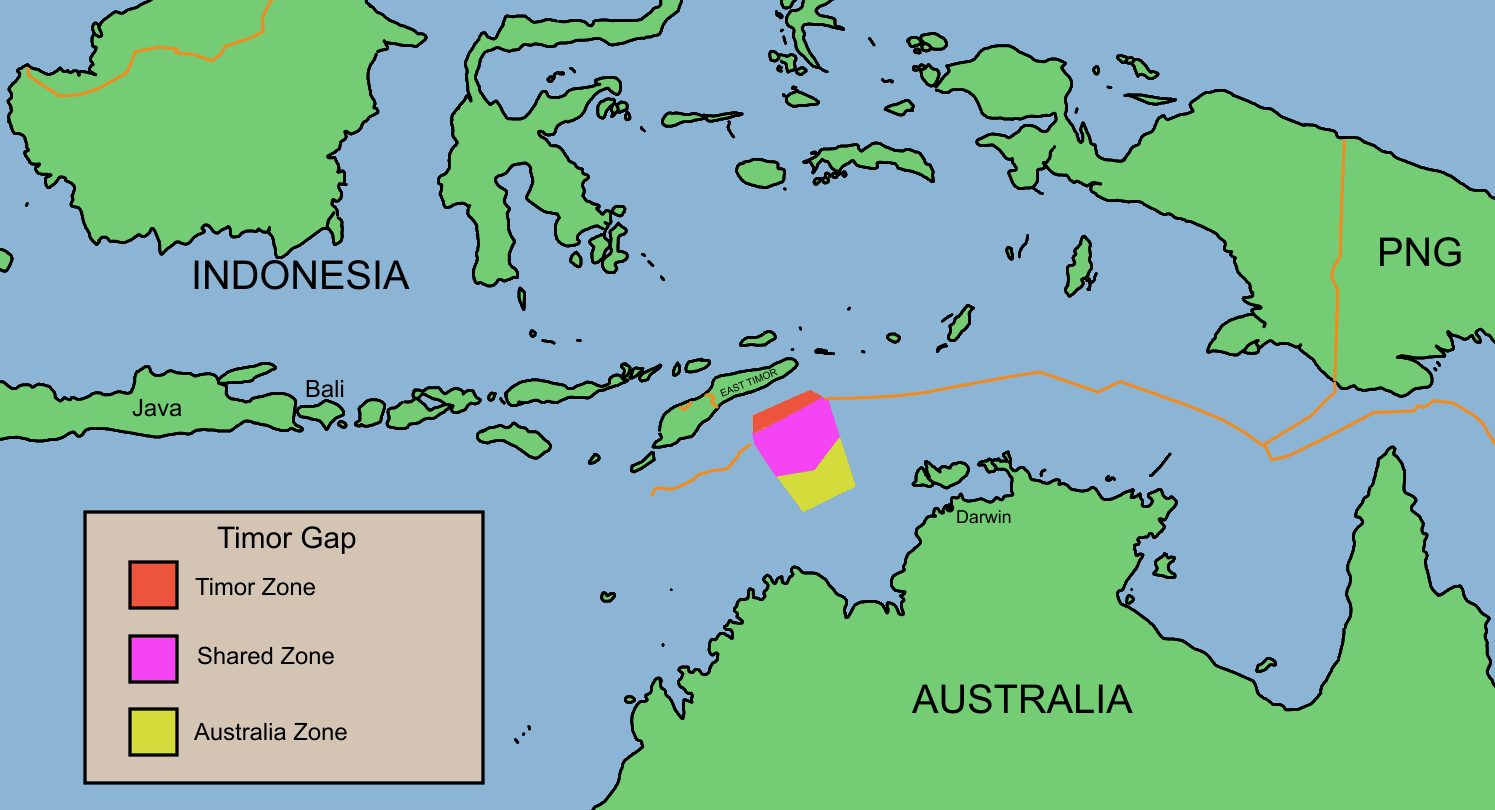
Kooperationszonen nach dem Timor Gap Treaty

1989 schlossen Australien und Indonesien den „Timor Gap Treaty“, der 1991 in Kraft trat. Um Streitigkeiten über die Seegrenze zu vermeiden, wurde die Frage dazu einfach ausgeklammert. Stattdessen schuf man drei Kooperationszonen (zones of cooperation), in denen beide Länder gemeinsam Erdöl fördern wollten. In Zone A (auf der Karte in pink) sollten die Steuergewinne zu je 50 % an die Partner gehen, in Zone B (auf der Karte gelb) sollte Indonesien 10 % der von Australien eingenommenen Steuern erhalten und in Zone C (auf der Karte rot) Australien 10 % der Steuern Indonesiens. Portugal verklagte Australien wegen des Timor Gap Treaty vor dem Internationalen Gerichtshof, doch das Gericht konnte keine Verhandlung durchführen, da Indonesien sich weigerte daran teilzunehmen.
Insgesamt folgten die Grenzziehungen nicht dem internationalen Recht. Die nördlichste Grenze der Zonen entspricht dem Maximalanspruch Australiens und folgt dem tiefsten Punkt des Timorgrabens. Hier trifft die Eurasische auf die Australische Platte. Die australischen Ansprüche dehnen sich damit über den gesamten australischen Kontinentalschelf aus. Die südlichste Grenze der Kooperationszonen liegt 200 Seemeilen von Timor entfernt. Nach den Artikeln 55–75 des Seerechtsübereinkommens (englisch United Nations Convention on the Law of the Sea, UNCLOS), dem Indonesien 1986 und Australien 1994 beitraten, entspricht dies der ausschließlichen Wirtschaftszone (AWZ) Osttimors. Liegt zwischen zwei Staaten ein Seegebiet mit weniger als 400 Meilen Entfernung, orientiert man sich an der Mittellinie, die nach dem Timor Gap Treaty die Grenze zwischen Zone A und B darstellt, fast identisch mit der PFSEL. Die Grenze zwischen den Zonen A und C entspricht grob einer Verlängerung der Seegrenzen nach dem Vertrag von 1972. Zum Teil verläuft sie parallel zum Timorgraben.
Die westliche Grenze der Zone A war eine Linie, die von der Mündung des Flusses Camenaça aus, während die Westgrenze der Zone B von der Mündung des Flusses Tafara startete. Beide Linien trafen sich auf der Mittellinie zwischen Timor und Australien. Entgegen mancher Behauptung entsprach die Westgrenze nicht der Mittellinie zwischen Portugiesisch-Timor und Indonesien. Bestenfalls handelte es sich um eine Vereinfachung, zumal die Flüsse, die als Startpunkte der Linien dienten, östlich der Grenze zwischen dem indonesischen Westtimor und Osttimor liegen. Die Verschiebung der Grenze nach Osten hatte eine gravierende Folge: Das gesamte Laminaria-Corallina-Gasfeld lag außerhalb der Kooperationszonen und, nach dem Vertrag von 1972, im australischen Seegebiet.
Die Ostgrenze der Zonen A und B folgte einer Linie, die von der östlich von Timor gelegenen, indonesischen Insel Leti gezogen wurde. Die Linie berührte den vorherigen Endpunkt der Grenzziehung von 1972 im Osten und hatte aufgrund ihres weiter östlich gelegenen Startpunkts einen Winkel, der die Zone A auch im Osten verkleinerte. So lagen statt 70 % des Greater-Sunrise-Gasfeldes nur 20 % in der Zone A. Den Rest beanspruchte Australien für sich. Die Gesamtvorräte dieses Feldes, das als eines der ertragreichsten Asiens galt, wurden auf einen Wert von 40 Milliarden US-Dollar geschätzt.
Die Grenzen der Zone C im Westen und Osten waren verlängerte Linien, die die Enden der Grenze von 1972 mit Startpunkten in Nordaustralien verbanden. Die Ostlinie begann am nördlichsten Punkt der Melville Island, die Westgrenze am nördlichsten Punkt des Long Reef.

## Verträge zwischen Australien und Osttimor

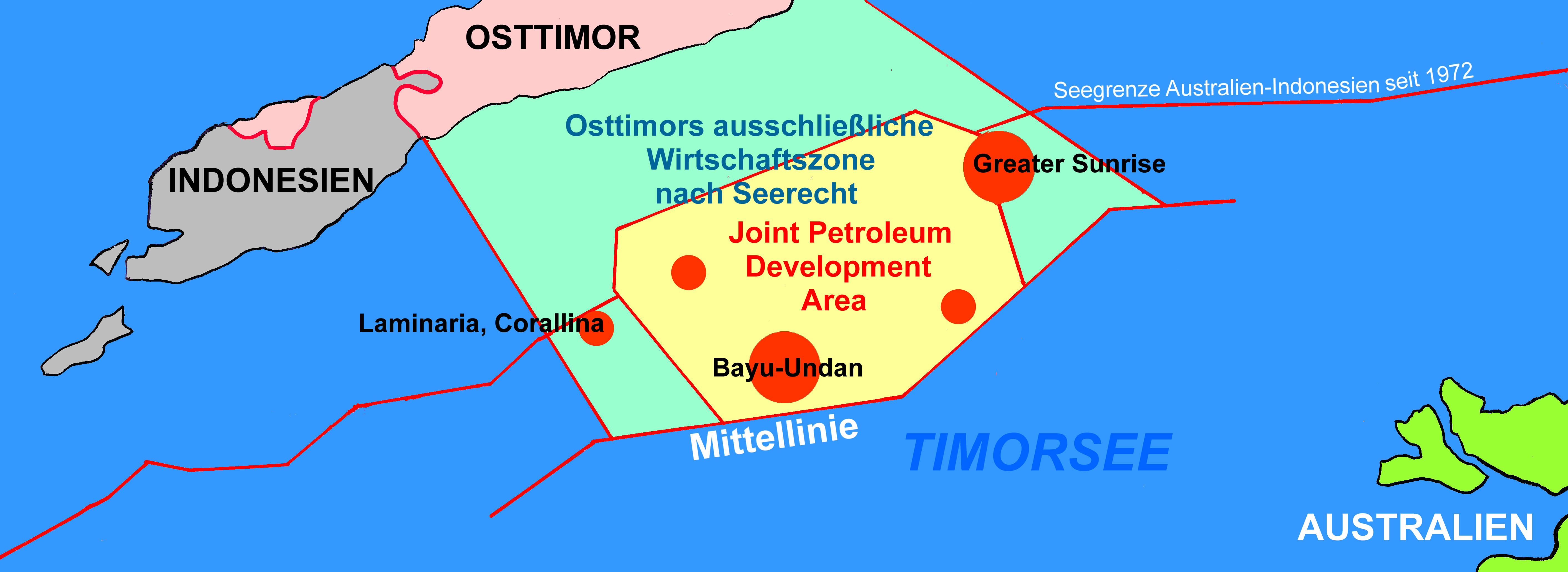
Grenzen nach dem Timor Sea Treaty und die theoretische ausschließliche Wirtschaftszone Osttimors. Die orangen Kreise zeigen die Lage der Erdöl-/Erdgasfelder.

Bis 1999 herrschte in Osttimor ein Guerillakrieg, bis in einem Unabhängigkeitsreferendum unter UN-Aufsicht sich die Bevölkerung für einen eigenständigen Staat aussprach. Mit Hilfe einer australisch geführten Eingreiftruppe wurde Osttimor bis 2002 unter UN-Verwaltung gestellt und schließlich in die Unabhängigkeit entlassen. Eine Grenzziehung nach dem Seerechtsübereinkommen entlang der Mittellinie war nicht möglich, weil Australien im März 2002, wenige Monate vor der Unabhängigkeit Osttimors, aus dem Vertrag austrat.
Die Verhandlungen zwischen Australien und Osttimor führten schließlich am 20. Mai 2002 zum Timor Sea Treaty. Die Kooperationszonen B und C fielen weg und aus der Zone A wurde die Joint Petroleum Development Area (JPDA), in der die Kontrollen der Erdölförderung geteilt werden. 90 % der Einnahmen fließen dem Staat Osttimor zu, der damit einen Fond aufbaut, um auch nach Erschöpfen der Quellen über Gelder verfügen zu können. Osttimor finanziert daraus auch Entwicklungsmaßnahmen für die Infrastruktur. Insgesamt machte der Anteil der Einnahmen aus dem Erdöl und Erdgasgewinn 2013 mehr als 95 % der Gesamteinnahmen Osttimors aus. Der Status des Seegebiets zwischen der Grenze von 1972 und der Mittellinie blieb mit diesem Vertrag nicht festgelegt. Dies galt auch für 80 % des Great-Sunrise-Gasfeldes. Der Treaty on Certain Maritime Arrangements in the Timor Sea (CMATS) sollte dieses Manko beheben, nachdem eine Vereinbarung, die „Sunrise IUA“ (Agreement between the Government of Australia and the Government of the Democratic Republic of Timor-Leste relating to the Unitisation of the Sunrise and Troubadour Fields) vom 6. März 2003, nicht ratifiziert wurde und die australische Regierung noch im Mai 2004 auf der Gültigkeit der alten Verträge bestand. Osttimor warf Australien daraufhin vor, durch seine Grenzziehung Osttimor täglich eine Million US-Dollar an Lizenzeinnahmen vorzuenthalten. Mit dem CMATS vom 12. Januar 2006 wurde eine 50/50-Teilung der Einnahmen aus dem Gasfeld vereinbart. Die anderen Gebiete westlich und östlich der JPDA, die eigentlich zur ausschließlichen Wirtschaftszone Osttimors gehören würden, wurden zunächst der Ausbeutung durch Australien überlassen. Es wurde ein 50-Jahre-Moratorium bezüglich der Seegrenze vereinbart, ohne dass Osttimor auf seine Ansprüche verzichtet. Beide Länder ratifizierten das Abkommen 2007.

## Streit mit den Förderfirmen
Der amerikanische Konzern ConocoPhillips beutet das Erdgasfeld Bayu-Undan aus. Das Gas wird ins australische Darwin zur Weiterverarbeitung geleitet. Der Nachbarstaat Osttimor ist an den Gewinnen beteiligt. Hier gab es 2010 Unregelmäßigkeiten bei der Abrechnung, unter anderem weil ConocoPhillips Helium aus dem Gasfeld gewann und Osttimor nicht über die Gewinnung informierte. Auch beschuldigt Osttimor ConocoPhillips, zu wenig Steuern gezahlt zu haben, und verhängte eine hohe Geldstrafe. ConcocoPhilipps zog daher vor Gericht.
Mit der Ausbeutung des Greater-Sunrise-Feldes wurde die australische Firma Woodside Petroleum beauftragt. Allerdings kam es zum Streit zwischen der Regierung Osttimors und Woodside über die Pläne zur Weiterverarbeitung des Erdgases. Auch Woodside wollte dazu das Erdgas nach Darwin leiten, während Osttimor auf einer Leitung an die Südküste des Landes besteht. Hierfür gibt es bereits einen Infrastrukturplan für die gesamte Region von Beaco, über Betano bis Suai, um der einheimischen Bevölkerung Arbeitsplätze bieten zu können. Auch eine Offshore-Verarbeitung des Erdgases lehnte Osttimor ab. Schließlich stoppte Osttimor vorläufig die Lizenz zur Gasförderung.

## Spionageskandal und Gerichtsverhandlung

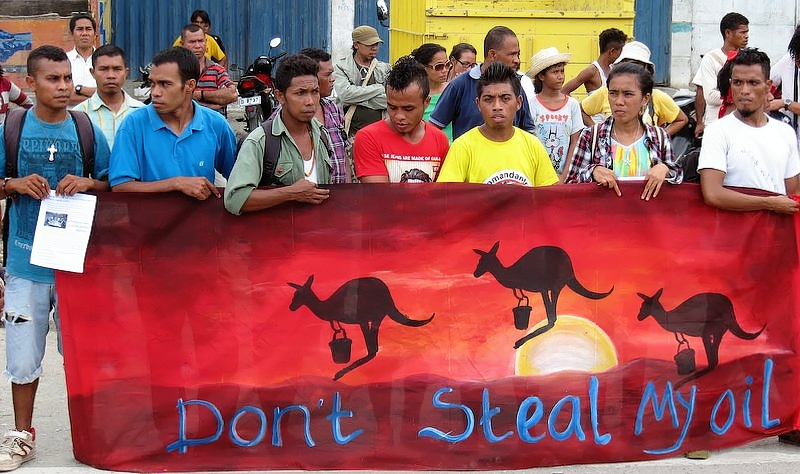
Demonstration gegen Australien in Osttimors Hauptstadt Dili, 5. Dezember 2013

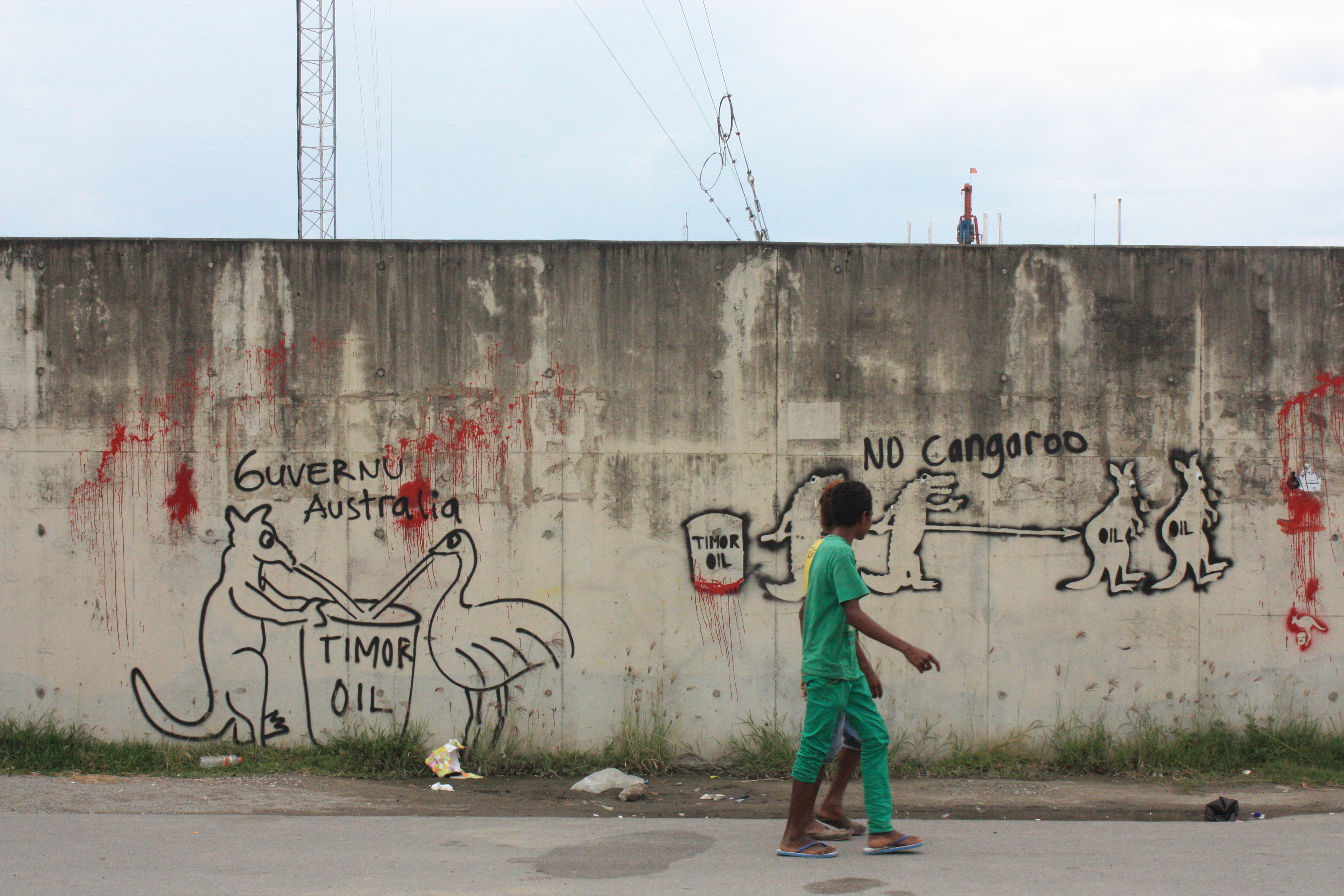
Graffiti auf der Mauer der australischen Botschaft in Dili

2013 wurde bekannt, dass der australische Auslandsgeheimdienst ASIS (Australian Secret Intelligence Service) Wanzen im osttimoresischen Kabinettssaal installiert und Gespräche abgehört hatte, welche die Verhandlungen über den Grenzverlauf mit Australien betrafen. Angebracht hatten die Abhörgeräte Geheimdienstmitarbeiter, die als Entwicklungshelfer in Osttimor arbeiteten. Sie hatten die Räume renoviert. Osttimor stellte deswegen die Gültigkeit des Moratoriums über den Grenzverlauf in Frage und zog vor den Ständigen Schiedshof in Den Haag.
Am 3. Dezember 2013, wenige Tage bevor die Gerichtsverhandlung begann, durchsuchte der australische Inlandsgeheimdienst ASIO (Australian Security Intelligence Organisation) die Räume des für Osttimor arbeitenden Anwalts Bernard Collaery in Canberra und eines ehemaligen ASIS-Agenten, der als Whistleblower in diesem Fall gilt. Dokumente und Datenträger wurden beschlagnahmt. Vom ASIS-Agenten wurde der Reisepass eingezogen. Er wollte eigentlich als wichtiger Zeuge (Codename Witness K) bei der Verhandlung in Den Haag auftreten, nachdem er erfahren hatte, dass der für die Spionage verantwortliche ehemalige australische Außenminister Alexander Downer, nachdem er aus dem Parlament ausgeschieden war, eine bezahlte Beratertätigkeit bei Woodside Petroleum annahm. Osttimors Regierung protestierte heftig gegen das Vorgehen, der australische Justizminister Michael Keenan und Premierminister Tony Abbott erklärten jedoch, die Aktion sei im legitimen Interesse der „nationalen Sicherheit Australiens“ erfolgt. Vor der australischen Botschaft in Dili demonstrierten am 5. Dezember etwa 50 Personen gegen den, aus ihrer Sicht, Öldiebstahl. Ein Känguru, das einen Eimer „Timoröl“ fortschleppt, wurde zum Symbol des Protests. Es erschien ebenso auf Plakaten der Demonstration wie auf Graffiti an der Mauer der Botschaft. Daneben fanden sich in den Zeichnungen auch Emus für Australien und Krokodile für Osttimor. Weitere Demonstrationen mit einigen hundert Teilnehmern folgten in den nächsten Tagen.
Am 3. März 2014 ordnete der Internationale Gerichtshof (ICJ) Australien gegenüber an, die Spionage gegen Osttimor einzustellen. Die Kommunikation zwischen Osttimor und seinen Rechtsberatern dürfe nicht gestört werden. Die beschlagnahmten Dokumente dürfe Australien zwar bis zum Abschluss der Verhandlung behalten, darf sie aber weder auswerten, noch gegen Osttimor verwenden. Wenige Tage später warnte Australien Osttimor, dass der Streit über die Seegrenzen die Beziehungen zwischen den Ländern gefährden könnte. Ende des Jahres einigten sich die beiden Streitparteien auf eine Aussetzung des Verfahrens und neue Verhandlungen über die Seegrenzen.
2015 erklärte sich Australien dazu bereit, die beim Anwalt beschlagnahmten Dokumente an Osttimor zurückzugeben. Dies geschah am 3. Juni. Am 23. Februar 2016 gab es erneut eine Demonstration vor der australischen Botschaft in Dili, diesmal mit über 1000 Teilnehmern.
Witness K und Bernard Collaery stehen derzeit in Australien vor Gericht wegen der Weitergabe von Geheiminformationen.

## Schlichtungsverfahren und Neuverhandlungen

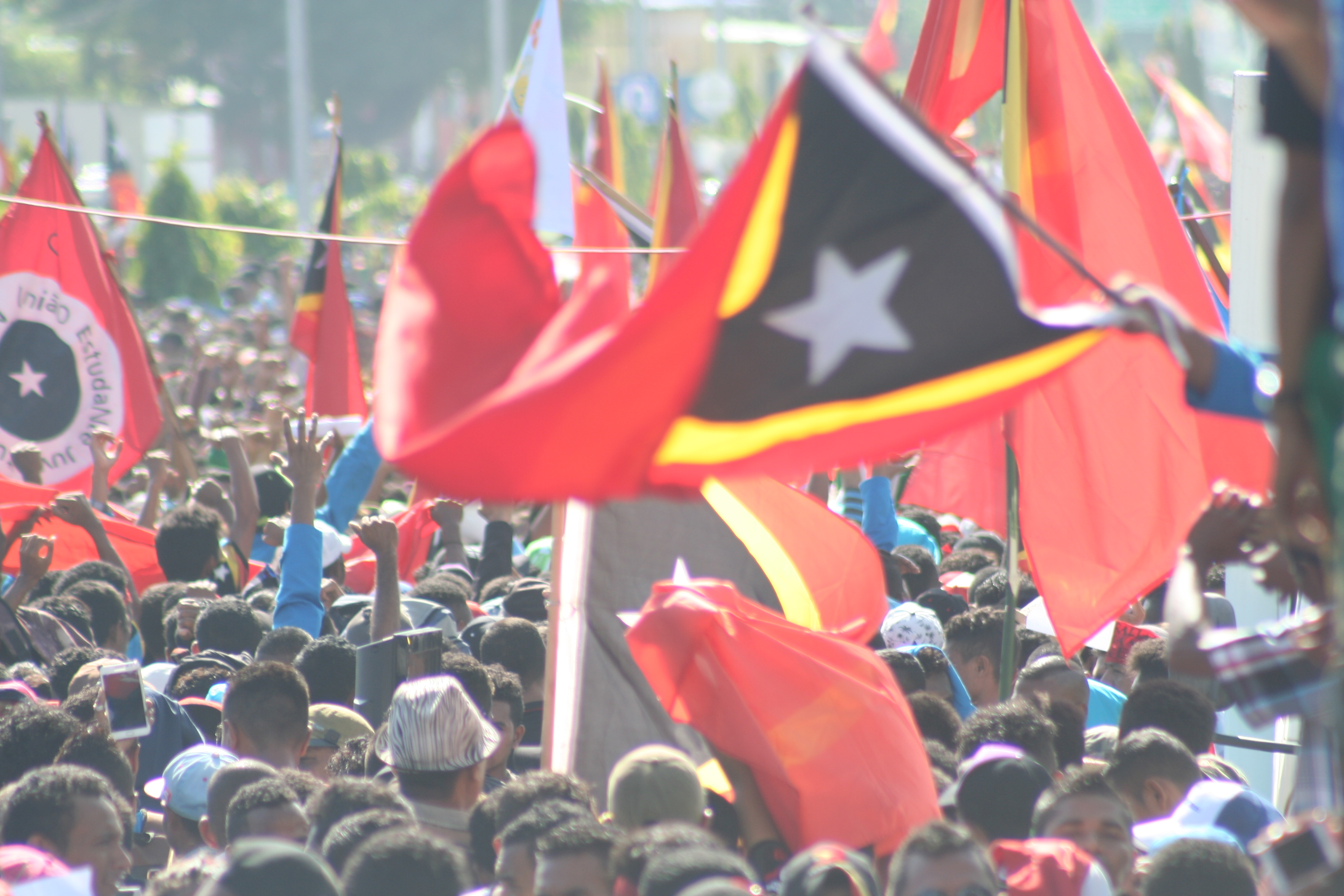
Ende März 2016 demonstrierten über zehntausend Osttimoresen eine Woche lang vor der australischen Botschaft in Dili

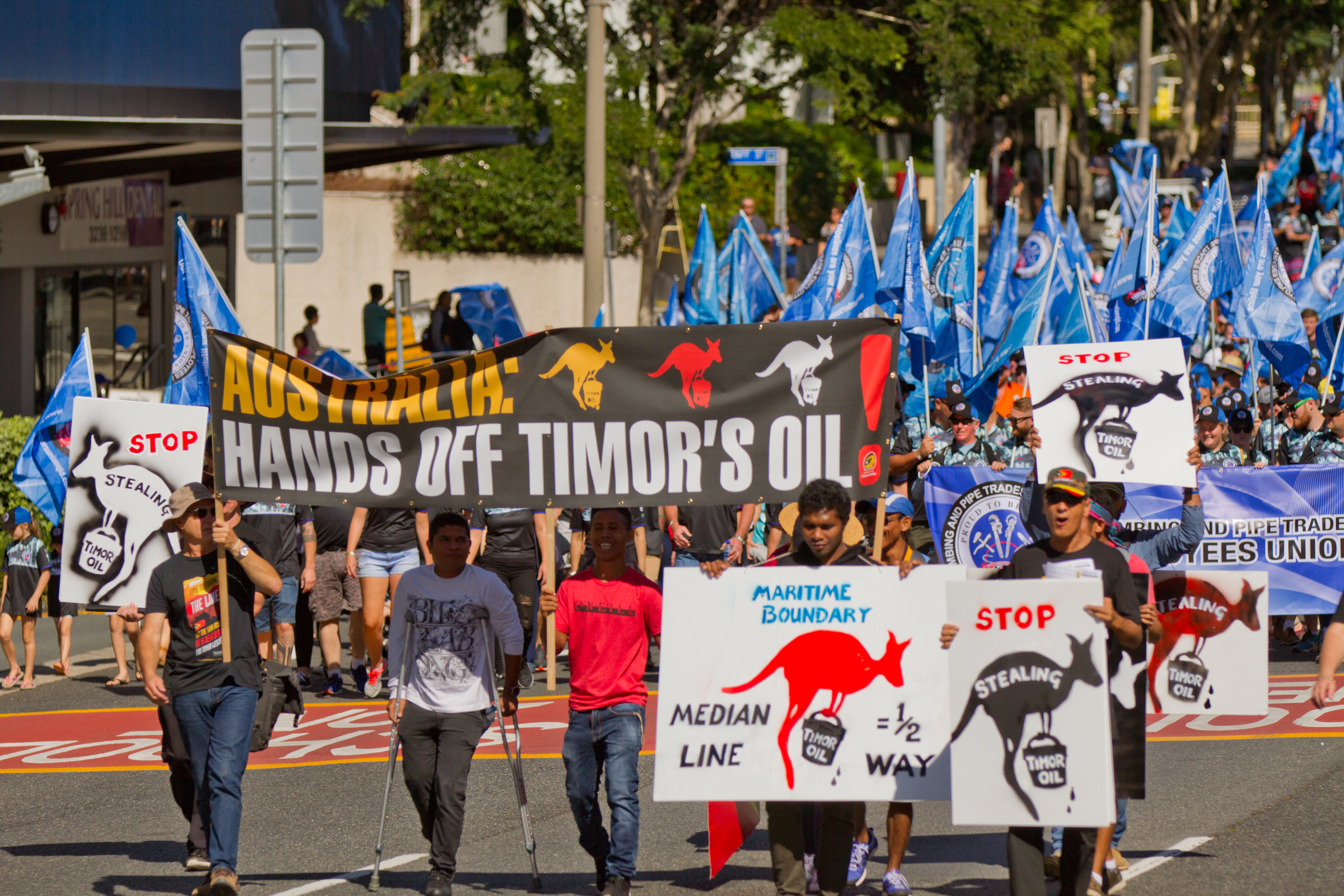
Solidaritätsdemonstration für Osttimor in Brisbane (1. Mai 2017)

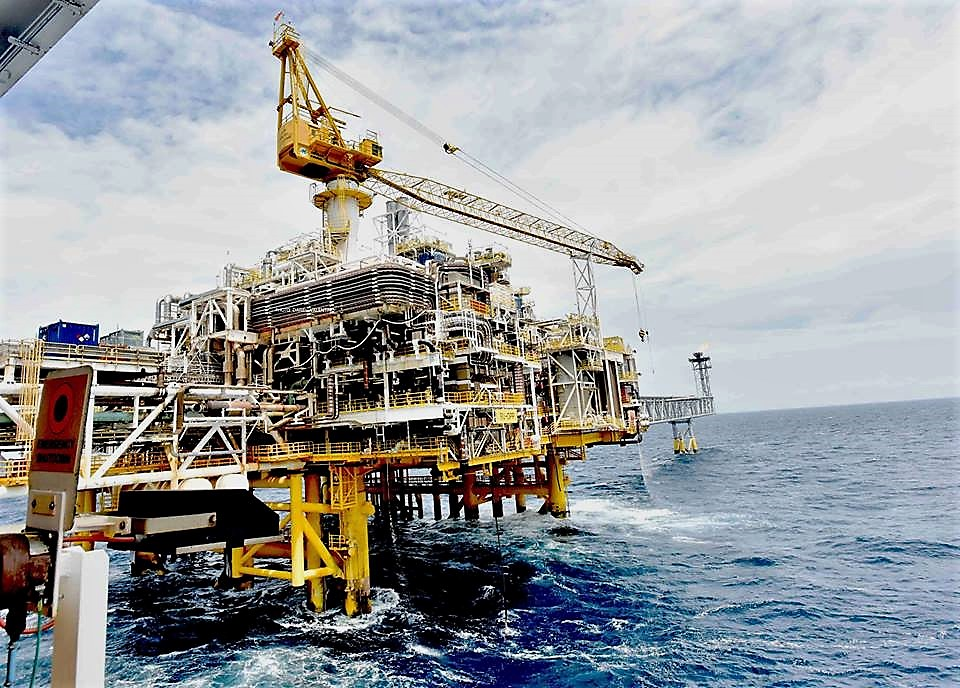
Gasförderplattform im Bayu-Undan-Feld in der Timorsee

2016 verschärfte sich der Streit wieder. Die Movimento Kontra Okupasaun Tasi Timor (MKOTT, deutsch Bewegung gegen die Besetzung der Timorsee)  bezeichnet die Situation als eine „Besetzung durch Australien“ und den Protest dagegen als den „zweiten Kampf um die Unabhängigkeit“. Vom 21. bis zum 24. März demonstrierten über 10.000 Timoresen vor der Botschaft Australiens in Dili, ebenso in anderen Orten des Landes. In Adelaide und vor den australischen Botschaften in Manila, Jakarta und Kuala Lumpur demonstrierten Exil-Timoresen zusammen mit dortigen Aktivisten. Die größte Demonstration außerhalb Osttimors zog in Melbourne mehrere hundert Protestierende an. In Facebook wurde in der Woche zur öffentlichen Forderung nach der Grenzziehung entlang der Mittellinie zwischen den Ländern (#MedianLineNow und #HandsOffTimorOil) aufgerufen. Die oppositionelle Australian Labor Party sprach sich für Neuverhandlungen über die Grenze mit Osttimor aus.
Am 11. April 2016 rief Osttimor eine Kommission im Rahmen des Seerechtsübereinkommens um eine Schlichtung im Grenzstreit an. Es ist das erste Mal in der Geschichte, dass dieses Instrument angewendet wird. Innerhalb eines Jahres sollte es von der Schlichtungskommission einen Bericht geben, der aber nicht bindend war. Die Kontrahenten sollten auf Basis des Berichts selbst eine Lösung suchen. Ohnehin erklärte die australische Regierung anlässlich der ersten Sitzung der Schlichtungskommission am 29. August, dass es den Abschlussbericht der Kommission nur dann als bindend ansehen würde, wenn dieser nicht die Frage der Grenzziehung aufgreifen würde. Unabhängig von der Schlichtung strebte Osttimor weiter ein Urteil eines Schiedsgerichts, das beim Ständigen Schiedshof in Den Haag angesiedelt ist, mit Annullierung des CMATS an.
Als Präsident der Schlichtungskommission wurde der Däne Peter Taksøe-Jensen ernannt. Osttimors Vertreter sind der Deutsche Rüdiger Wolfrum, Richter und ehemaliger Präsident des Internationalen Seegerichtshofs, und Abdul Koroma, ehemaliger Richter am Internationalen Gerichtshof aus Sierra Leone. Australiens Vertreter sind die Australierin Rosalie P. Balkin, ehemalige stellvertretende Generalsekretärin der International Maritime Organization, und der Kanadier Donald Malcolm McRae, Experte für Ozeane und internationales Recht.
Australien verweigerte zunächst direkte Verhandlungen zu einer Grenzziehung, doch am 26. September 2016 entschied die Schlichtungskommission, dass Australien diese aufnehmen müsse. Australien erklärte sein Einverständnis.
Im Januar 2017 erklärten die Regierungen Australiens und Osttimors, dass der CMATS aufgelöst werden soll. Am 2. September wurde die grundsätzliche Einigung über die Festsetzung der Grenzziehung verkündet und am 6. März 2018 in New York schließlich der Vertrag über die Grenzziehung in der Timorsee (Treaty between Australia and the Democratic Republic of Timor-Leste establishing their Maritime Boundaries in the Timor Sea) von den Ministern Julie Bishop und Ágio Pereira unterzeichnet. Osttimors Chefunterhändler Xanana Gusmão wurde bei seiner Rückkehr nach Osttimor am 11. März ein triumphaler Empfang bereitet. Sein Autocorso wurde auf der Fahrt vom Flughafen in die Innenstadt Dilis von einer großen Menschenmenge gefeiert.
Die Seegrenze zwischen den beiden Staaten verläuft nun entlang der Mittellinie. Die Einnahmen aus dem Bayu-Undan-Feld und dem derzeit stillgelegten Kitan-Feld gehen nun zu 100 % an Osttimor. Australien verzichtet auf Ansprüche auf dieses Seegebiet. Die mehr als zwei Milliarden US-Dollar, die Australien aus den beiden Feldern bereits eingenommen hat, zahlt es aber nicht an Osttimor zurück. Im Osten zerteilt die Seegrenze das Sunrise-Feld, dessen Einnahmen weiter geteilt werden.

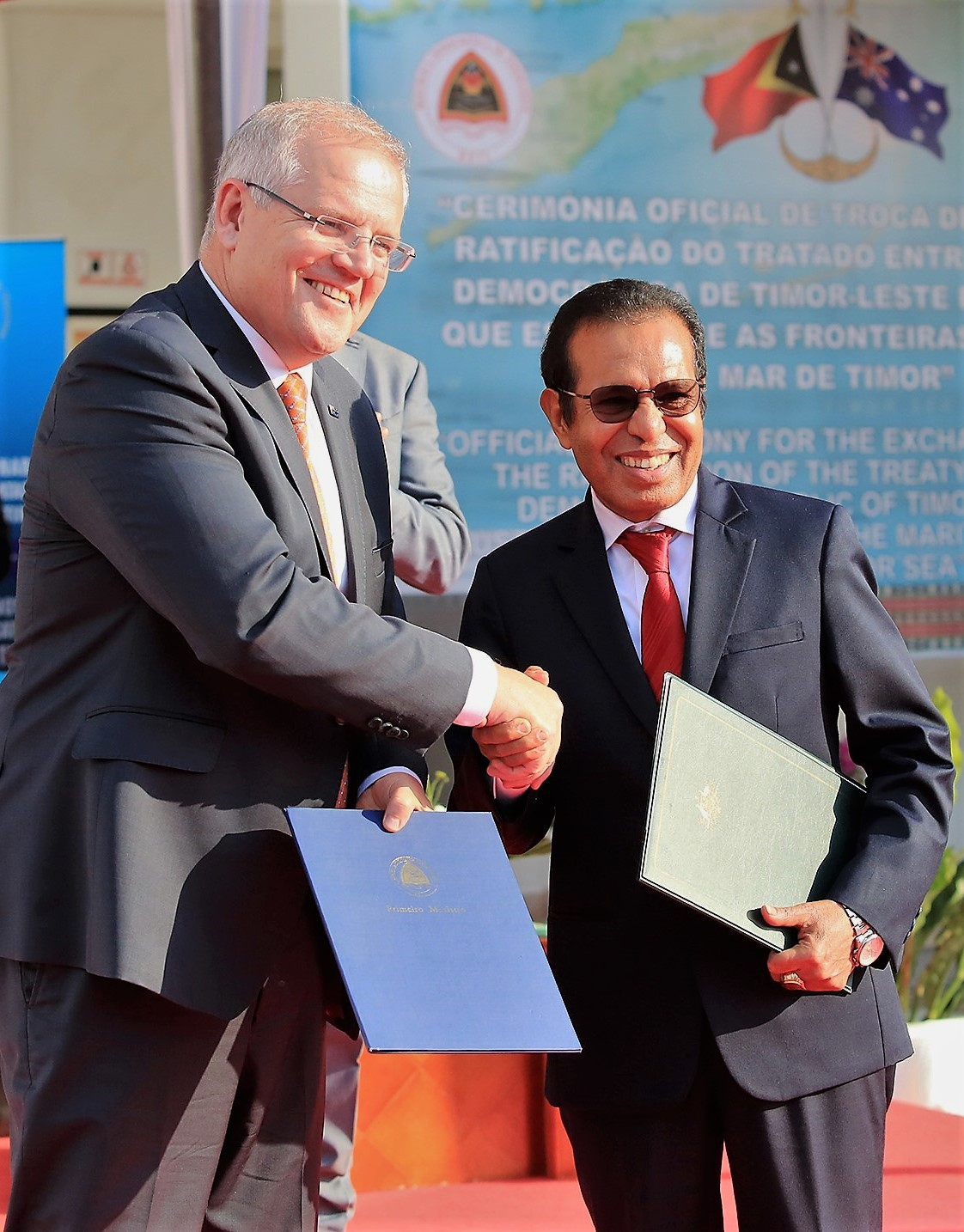
1. September 2019:
Die Premierminister Scott Morrison und Taur Matan Ruak tauschen in einer Zeremonie in Dili die ratifizierten Verträge aus

Gusmão hatte zwölf Stunden vor der Vertragsunterzeichnung noch für Aufregung gesorgt, als er in einer Pressemitteilung behauptete, Australien würde mit den Förderfirmen gegen osttimoresische Interessen arbeiten. Der offene Streitpunkt ist noch immer die Frage, ob das Erdgas in Darwin oder Beco verflüssigt werden soll. ConocoPhillips zieht die bestehende Anlage in Darwin als Standort vor, was intensiv beworben wird. Im sogenannten Barossa project möchte man die Pipeline vom Sunrise-Feld aus kommend, an die alte Pipeline vom Bayu-Undan-Feld anschließen, dessen Erträge sich dem Ende nähern. Osttimor soll dies schmackhaft gemacht werden, indem es 80 % der Einnahmen aus dem Sunrise-Feld erhält, wenn die Weiterverarbeitung des Erdgases in Darwin erfolgt. Wird das Gas nach Beaco geleitet, erhält Osttimor nur 70 %.
2019 wurde der neue Vertrag von den Parlamenten Australiens und Osttimors ratifiziert.

## Dokumentarfilme
- Amanda King: Time to Draw the Line (2017).

### Institutionen
- Schiedsverfahren beim Ständigen Schiedshof: Arbitration under the Timor Sea Treaty (Timor-Leste v. Australia) (keine Verfahrensdokumente verfügbar)
- Verfahren vor dem Internationalen Gerichtshof: Questions relating to the Seizure and Detention of Certain Documents and Data (Timor-Leste v. Australia) (Verfahrensdokumente verfügbar)
- Schiedsverfahren beim Ständigen Schiedshof: Arbitration under the Timor Treaty (Timor-Leste v. Australia) (keine Verfahrensdokumente verfügbar)
- Schlichtungsverfahren beim Ständigen Schiedshof: Conciliation between The Democratic Republic of Timor-Leste and The Commonwealth of Australia (Verfahrensdokumente teilweise verfügbar)

### Dokumente
- Google-Karten zu den Grenzziehungen in der Timorsee
- Agreement establishing certain seabed boundaries in the area of the Timor and Arafura seas, supplementary to the Agreement of 18 May 1971 (with chart). Signed at Jakarta on 9 October 1972
- Timor Gap Treaty von 1989
- Water Column Boundary Agreement 1997
- Timor Sea Treaty 2002
- Sunrise IUA 2003
- International Court of Justice: Order: Request for the Indication of Provisional Measures, 3. März 2014
- Treaty between Australia and the Democratic Republic of Timor-Leste establishing their Maritime Boundaries in the Timor Sea

### Weiterführende Weblinks
- Regierung Osttimors: Maritime Boundary Office, offizielle Webseite zu dem Grenzstreit (englisch, portugiesisch, tetum)
  - Positionspapier der Regierung Osttimors zu den Seegrenzen des Landes (29. August 2016, englisch)
- La’o Hamutuk: Information about Treaties between Australia and Timor-Leste Goodbye CMATS, welcome Maritime Boundaries
- La’o Hamutuk: Timor Sea Justice Campaign
- La’o Hamutuk: South Coast Petroleum Infrastructure Project
- La’o Hamutuk: MKOTT statements to Australia and TL, 22. März 2016
- Colloquium at University of New South Wales: Timor Sea Maritime Boundaries: a presentation for the ICJA/ILA Colloquium at University of New South Wales
- Timor-Leste vs. Australia at International Court of Justice auf UN-web-TV